# Euphorbia tessmannii
Euphorbia tessmannii är en törelväxtart som beskrevs av Rudolf Mansfeld. Euphorbia tessmannii ingår i släktet törlar, och familjen törelväxter.
Artens utbredningsområde är Peru. Inga underarter finns listade i Catalogue of Life.